# Chandrexa de Queixa
Chandrexa de Queixa település Spanyolországban, Ourense tartományban. Chandrexa de Queixa Castro Caldelas, San Xoán de Río, A Pobra de Trives, Manzaneda, Vilariño de Conso, Laza és Montederramo községekkel határos. Lakosainak száma 478 fő (2024).

## Népesség
A település népessége az elmúlt években az alábbi módon változott:
| Lakosok száma | 884  | 830  | 719  | 679  | 586  | 545  | 494  | 456  | 495  | 478  |
|               | 2001 | 2004 | 2007 | 2009 | 2012 | 2014 | 2017 | 2019 | 2022 | 2024 |